# Франк Французской Западной Африки
Франк Французской Западной Африки (фр. Franc de l'Afrique-Occidentale française) — денежные знаки во франках (сначала французских, затем франках КФА), выпускавшиеся для территорий, входивших в 1895—1958 в состав Французской Западной Африки. Официально не назывались «франком Французской Западной Африки», однако обращались, как правило, только на указанной территории.

## История

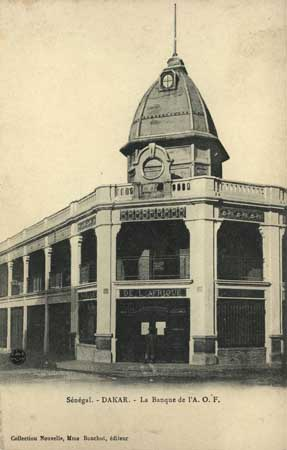
Банк Западной Африки в Дакаре

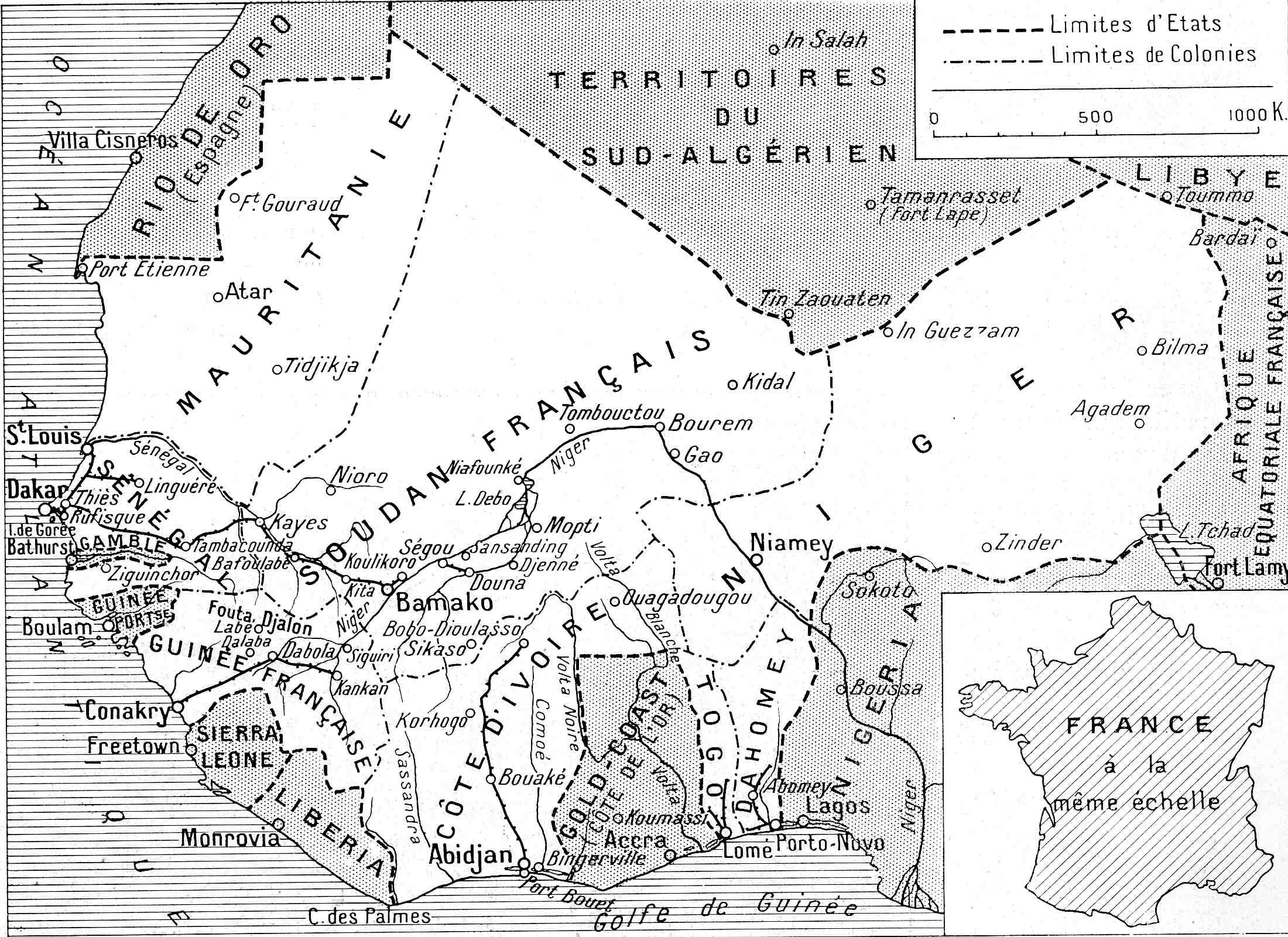
Французская Западная Африка в 1936 году

В 1853—1901 годах банкноты во франках выпускал частный Банк Сенегала, отделения которого работали в Сен-Луи и в Дакаре. 29 июля 1901 года банк был преобразован в Банк Западной Африки. Новый банк был создан в форме анонимного общества и также получил право выпуска банкнот. Правление банка было переведено из Сен-Луи в Дакар, куда в 1902 году был переведён также и административный центр колонии. С 1895 года губернатор колонии был одновременно и генерал-губернатором Французской Западной Африки. В 1903 году Банк Западной Африки начал выпуск банкнот.
В 1944 году выпущены в обращение банкноты Центральной кассы Свободной Франции (переименованной в том же году в Центральную кассу Заморской Франции). На банкнотах не указывалась территория обращения, они выпускались на заморских территориях, находившихся под контролем правительства Свободной Франции. В том же году выпущены отчеканенные в Лондоне первые монеты Французской Западной Африки — 50 сантимов и 1 франк из алюминиевой бронзы. Монеты были изготовлены по образцу чеканившихся в 1930-х годах во Франции монет типа «Морлон», но отличались от них надписью «Французская Западная Африка» вместо девиза «Свобода, равенство, братство» и отсутствием знаков Парижского монетного двора. В 1944 году также выпущены бумажные денежные знаки Французской Западной Африки мелких номиналов — 0,50, 1 и 2 франка.
Декретом французского правительства от 26 декабря 1945 года в качестве денежной единицы французских владений в Западной и Экваториальной Африке введён франк КФА (colonies françaises d’Afrique — французских колоний в Африке). Все территории Французской Западной Африки входили в зону действия этого декрета. Эмиссионые функции первоначально продолжал осуществлять Банк Западной Африки, а в 1955 году право выпуска банкнот было передано государственному Эмиссионному институту Французской Западной Африки и Того. Институт начал выпуск банкнот в 1955 году. Монеты с названием Эмиссионного института выпущены в 1957 году. Последние банкноты, выпущенные Эмиссионным институтом, также датированы 1957 годом.
4 апреля 1959 года Эмиссионный институт Французской Западной Африки и Того преобразован в Центральный банк государств Западной Африки, а 12 мая 1962 года подписан договор о создании Западноафриканского валютного союза (c 1994 года — Западноафриканский экономический и валютный союз), общей валютой которого является франк КФА BCEAO. Денежные знаки Банка Сенегала, Банка Западной Африки и Эмиссионного института Французской Западной Африки и Того постепенно были заменены в обращении новыми банкнотами и монетами, выпуск которых начат в 1959 году.

## Банкноты
Выпускались банкноты:

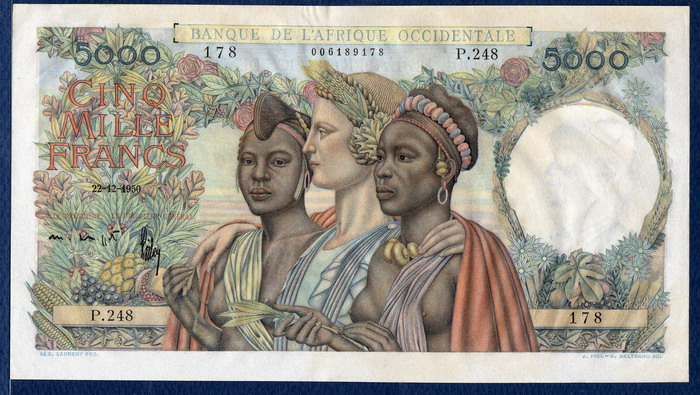
5000 франков Банка Западной Африки 1950 года

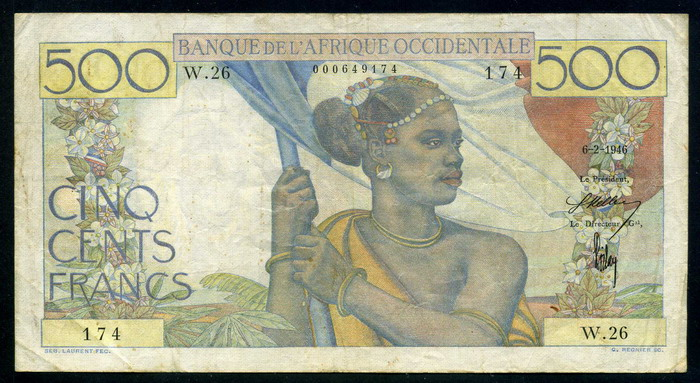
500 франков Банка Западной Африки 1946 года

- Банка Западной Африки — 5, 10, 25, 50, 100, 500, 1000, 5000 франков,
- Банка Франции с надпечаткой «Банк Западной Африки» — 100 франков,
- Французской Западной Африки — 0,50, 1, 2 франка,
- Эмиссионного института Французской Западной Африки и Того — 50, 100, 500, 1000 франков[1].

## Монеты
Чеканились монеты:

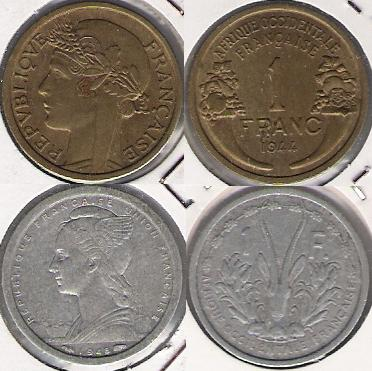
1 франк 1944 и 1948 годов

- С легендой «Французская Западная Африка» — 50 сантимов, 1, 5, 10 франков,
- С легендой «Французский Союз», «Французская Западная Африка» — 1, 2 франка,
- С легендой «Эмиссионный институт Французской Западной Африки и Того» — 10, 25 франков[2].